# Vector (Rakete)
Die Vector-R (Vector-Rapide) ist ein Trägerraketenprojekt des US-amerikanischen Raumfahrtunternehmens Vector Launch. Sie war ursprünglich für den Start von Nutzlasten bis 60 kg in niedrige Erdumlaufbahnen (LEO) vorgesehen.

## Geschichte
Vector Launch wurde 2015 von dem Ingenieur, Unternehmensberater und ehemaligen NASA- und SpaceX-Mitarbeiter Jim Cantrell gegründet. Neben der Vector-R plante das Unternehmen auch die Entwicklung der größeren Vector-H (Vector-Heavy) mit 290 kg LEO-Nutzlastkapazität. Beide Modelle sollten vom Pacific Spaceport Complex – Alaska (PSCA), dem Mid-Atlantic Regional Spaceport und dem Vandenberg AFB Space Launch Complex 8 (VAFB LC-8) starten.
Wegen finanzieller Schwierigkeiten stellte Vector Launch im August 2019 den Betrieb ein. Die Raketenentwicklung wurde verkauft und im Herbst 2020 unter der neuen Eigentümerschaft wieder aufgenommen, zunächst aber nur mit dem Ziel suborbitaler Flüge mit der neuen Vector-S.

## Vector-R

### Aufbau
Die Vector-R ist als zweistufige Rakete mit Flüssigkeitsraketentriebwerken ausgelegt. Die erste Stufe sollte über drei Triebwerke mit je rund 90 kN Schub verfügen, die Propylen als Treibstoff und Flüssigsauerstoff als Oxydator verwenden. In der Zweitstufe sollte ein Propylen-Triebwerk mit etwa 4,5 kN Schub verbaut werden.

### Erprobung
Ein erster Teststart mit dem Demonstrator „Block 0.001“ erfolgte am 3. Mai 2017. Der Flug erreichte eine Höhe von 1340 Metern.
Der zweite Teststart mit dem Prototyp Block 0.002 fand am 3. August 2017 im Camden County in Georgia statt. Dabei wurde eine Flughöhe von 3000 Metern erreicht. Beim Start wurde ein Motorinjektor getestet, der im 3D-Druckverfahren hergestellt worden war.
Ein dritter Testflug mit dem Demonstrator Block 0.003 wurde zunächst für August 2018 angekündigt, dann für September 2018, November 2018, Januar 2019 und Mai 2019; dann für Juni 2019 mit dem Prototyp B 1.001.
Ein orbitaler Testflug mit dem Prototyp B 1.001 wurde zunächst für Oktober 2018 angekündigt und später auf August 2019 verschoben. Nach Umwidmung von B 1.001 für einen suborbitalen Test erfolgte eine neue Ankündigung eines ersten Orbitalflugs, nun mit Block B 1.003 für spätestens Ende 2019. Der Start sollte vom Pacific Spaceport Complex – Alaska aus stattfinden.

### Einsatz
Vector war neben Virgin Orbit und Astra einer der drei Finalisten in dem Kleinraketenstartwettbewerb DARPA Launch Challenge. Demnach waren für das 1. Quartal 2020 zwei Vector-R-Starts für die Defense Advanced Research Projects Agency geplant.
Der PocketQube-Hersteller Alba Orbital plante den Start der Satelliten Unicorn-2a und Delfi-PQ mit einer Vector-R im zweiten Halbjahr 2019.

## Vector-H
Die Vector-H sollte eine vergrößerte Variante der Vector-R mit etwa dreimal stärkeren Triebwerken in beiden Stufen werden. Ein erster Flug war für 2020 geplant.

## Startliste
Folgende Starts waren geplant.
Typ R = Vector-R, H = Vector-H
| Datum (UTC)     | Typ | Startplatz | Mission oder Kunde Nutzlast    | Nutzlast- masse | Orbit Höhe | Anmerkungen                                               |
| --------------- | --- | ---------- | ------------------------------ | --------------- | ---------- | --------------------------------------------------------- |
| 2019            | R   | PSCA       | Unicorn-2a Delfi-PQ            |                 | 450 km     | sonnensynchrone Umlaufbahn                                |
| 2019            | R   | PSCA       | Hiber (Kommunikationssatellit) |                 |            |                                                           |
| 1. Quartal 2020 | R   |            | DARPA Launch Challenge         |                 | LEO        | Startplatz und Nutzlast werden kurzfristig bekanntgegeben |
| 1. Quartal 2020 | R   |            | DARPA Launch Challenge         |                 | LEO        | Startplatz und Nutzlast werden kurzfristig bekanntgegeben |
| [ 18 ] [ 19 ]   | H   |            | York Space Systems             | je max. 150 kg  |            | 6 Starts                                                  |

Zwei Tage vor der Betriebseinstellung im August 2019 erhielt Vector Launch auch einen Auftrag der U.S. Air Force für die Durchführung der Mission Aslon-45. Dieser war mit 3,4 Millionen US-Dollar dotiert und umfasste den Start mehrerer Cubesats in eine niedrige Erdumlaufbahn im Jahr 2021. Vector löste den Vertrag nach wenigen Wochen wieder auf.